# 喜屋武朝扶

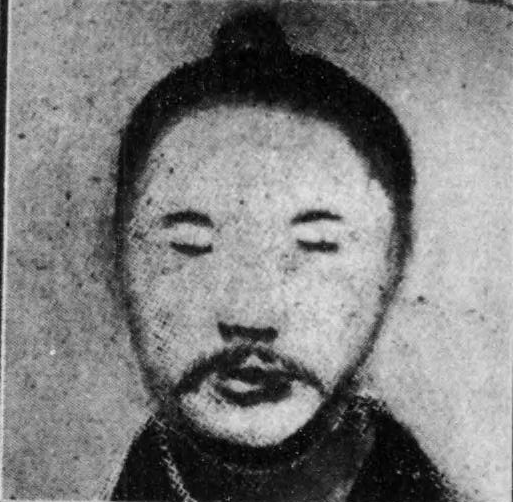
喜屋武朝扶

喜屋武 朝扶（きやん ちょうふ、1839年 - 没年不詳）は、沖縄県の政治家、唐手家。琉球藩時代は賛議官を務め、1873年の明治維新時に慶賀使の一員として上京した。廃藩後は尚泰に従って上京、尚家の家扶を務めた。
唐手は松村宗棍に師事した。戦前の空手家喜屋武朝徳の父でもある。

## 経歴
喜屋武朝扶は本部御殿家の分家、本永家の出身である。唐名は向維新、位階は親方、琉球王国時代の正式な呼び方は喜屋武親方朝扶である。朝扶は本永家から喜屋武家に養子に入った。
本永家は本部御殿五世、本部朝救の五男朝義が分家した家系であり、朝義は喜屋武家から妻、真鍋を迎え、その長男朝勅は本永家を継ぎ、四男朝張は喜屋武家に養子に入った。次男朝庸の長男、朝扶も二代続けて喜屋武家の養子となった。朝扶の長男、朝輔は喜屋武家を継ぎ、三男の朝徳は本永家に養子に入った。